# Vua của Ý
Vua của Ý (tiếng Latinh: Rex Italiae, tiếng Ý: Re d'Italia) là một chức tước, mà nhiều nhà cai trị tại bán đảo Ý nắm giữ kể từ khi Đế quốc La Mã sụp đổ. Tuy nhiên từ thế kỷ VI cho tới khi nhà vua Vittorio Emanuele II của Ý 1870 chiếm được Roma và thống nhất nước Ý, không có vua Ý nào cai trị nguyên cả nước Ý.

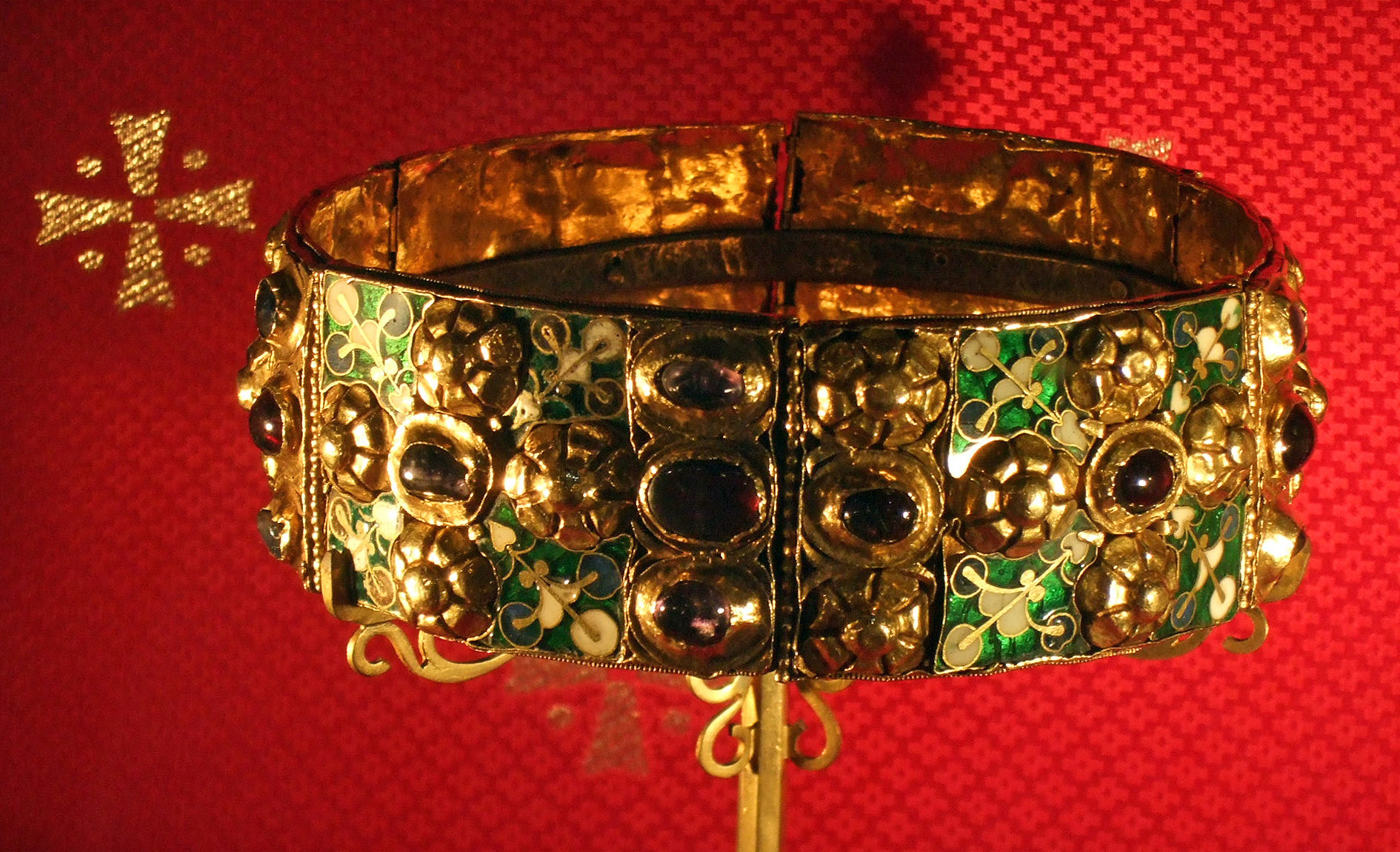
Vương miện bằng sắt của vua nước Ý, từ Langobarden cho tới Napoleon

Vào năm 568 người Langobard dưới sự lãnh đạo của Alboin xâm nhập bán đảo Ý và xây dựng một đế quốc Đức phía nam của dãy núi Alpen. Lãnh thổ của họ trải dài nhiều nơi ở Ý, ngoại trừ những công quốc như Roma, Venice, Napoli và Calabria mà thời đó thuộc Đế quốc Đông La Mã.
Năm 774 Langobarden bị người Frank dưới sự lãnh đạo của Charlemagne đánh bại và vua của Langobarden Desiderius bị hạ bệ. Charlemagne nhận lấy Vương miện bằng sắt với tước vị Rex Langobardorum (vua của Langobarden), mà tương đương với tước hiệu "vua của Ý". Trong hàng trăm năm sau đó, vương quốc này là một phần của Đế quốc La Mã Thần thánh. Những vị vua tiếp nối vua Otto I trên đường đến Roma để được phong hoàng đế đã ghé thành phố Langobard Pavia để nhận ngôi vua nước Ý. Điều này chỉ đúng với vương quốc Ý ở miền Bắc, ở miền Nam đã hình thành một vương quốc Sicilia và một vương quốc Napoli. Đến thời Phục hưng thì tước vị này không còn ý nghĩa nữa. Sau Karl V không có hoàng đế nào được phong tước vua của Ý nữa, mặc dù tước vị này chính thức còn tồn tại đến 1648.
Năm 1805 Napoleon Bonaparte, lúc đó là tổng thống của Cộng hòa Ý, được phong ở nhà thờ chính tòa Milano với vương miện bằng sắt làm vua của Ý (1805–1814). Nó chấm dứt khi năm 1814 Napoleon từ bỏ ngôi vua. Hàng chục năm sau đó ở Ý không có vua. Ngoài ra đứa con trai của Napoleon, Napoléon II sinh năm 1811, được phong ngay làm vua của Roma cho tới 1814.
Tước vị vua của ý được dùng lại khi nhà Savoy thống nhất nước Ý thành một quốc gia vào năm 1861. Năm 1946 Chế độ quân chủ qua một cuộc trưng cầu dân ý bị hủy bỏ và được thay thế bởi thể chế Cộng hòa.

## "Rex Italiae"
| Tên     | Tuổi thọ                          | Bắt đầu trị vì | Kết thúc trị vì | Ghi chú                        | Dòng dõi | Hình |
| ------- | --------------------------------- | -------------- | --------------- | ------------------------------ | -------- | ---- |
| Odoacer | k. 433 – Ngày 15 tháng Ba năm 493 | 476            | 493             | Chư hầu của Đế quốc Đông La Mã | –        |      |

## Vương quốc Ostrogoth (493 – 553)
| Tên                          | Tuổi thọ                      | Bắt đầu trị vì          | Kết thúc trị vì         | Ghi chú | Dòng dõi | Hình |
| ---------------------------- | ----------------------------- | ----------------------- | ----------------------- | ------- | -------- | ---- |
| Theodoric - Theodoric Đại đế | 454 - Ngày 30 tháng 8 năm 526 | Ngày 15 tháng 3 năm 493 | Ngày 30 tháng 8 năm 526 |         | Amal     |      |
| Athalaric                    | 516 - Ngày 2 tháng 10 năm 534 | 526                     | 534                     |         | Amal     |      |
| Theodahad                    | k.480 – Tháng 12 năm 536      | 534                     | 536                     |         |          |      |
| Witiges                      | ?–542                         | 536                     | 540                     |         |          |      |
| Ildibad                      | ?–541                         | 540                     | 541                     |         |          |      |
| Eraric                       | ?–541                         | 541                     | 541                     |         |          |      |
| Totila                       | ? – Ngày 1 tháng 7 năm 552    | 541                     | 552                     |         |          |      |
| Teia                         | ?- 552/553                    | 552                     | 553                     |         |          |      |

## Vương quốc Lombardia (568 – 814)
| Tên                                                                         | Tuổi thọ                                         | Bắt đầu trị vì           | Kết thúc trị vì         | Ghi chú                    | Dòng dõi   | Hình |
| --------------------------------------------------------------------------- | ------------------------------------------------ | ------------------------ | ----------------------- | -------------------------- | ---------- | ---- |
| Alboin                                                                      |                                                  |                          |                         |                            | Gausi      |      |
| Cleph                                                                       |                                                  |                          |                         |                            |            |      |
| Sự cai trị của các công tước (Thời kỳ không có người đứng đầu trong 10 năm) | –                                                | 574/5                    | 584/5                   |                            |            |      |
| Authari                                                                     |                                                  |                          |                         |                            |            |      |
| Agilulf                                                                     |                                                  |                          |                         |                            |            |      |
| Adaloald                                                                    |                                                  |                          |                         |                            |            |      |
| Arioald                                                                     |                                                  |                          |                         |                            |            |      |
| Rothari                                                                     |                                                  |                          |                         |                            |            |      |
| Rodoald                                                                     |                                                  |                          |                         |                            |            |      |
| Aripert I                                                                   |                                                  |                          |                         |                            |            |      |
| Perctarit và Godepert                                                       |                                                  |                          |                         |                            |            |      |
| Grimoald                                                                    |                                                  |                          |                         |                            |            |      |
| Perctarit                                                                   |                                                  |                          |                         | Phục ngôi sau khi lưu vong |            |      |
| Alahis                                                                      |                                                  |                          |                         |                            |            |      |
| Cunincpert                                                                  |                                                  |                          |                         |                            |            |      |
| Liutpert                                                                    |                                                  |                          |                         |                            |            |      |
| Raginpert                                                                   |                                                  |                          |                         |                            |            |      |
| Aripert II                                                                  |                                                  |                          |                         |                            |            |      |
| Ansprand                                                                    |                                                  |                          |                         |                            |            |      |
| Liutprand                                                                   |                                                  |                          |                         |                            |            |      |
| Hildeprand                                                                  |                                                  |                          |                         |                            |            |      |
| Ratchis                                                                     |                                                  |                          |                         |                            |            |      |
| Aistulf                                                                     |                                                  |                          |                         |                            |            |      |
| Desiderius                                                                  |                                                  |                          |                         |                            | Lombardy   |      |
| Charlemagne - Charles Đại đế                                                | Ngày 2 tháng 4 năm 742 – Ngày 28 tháng 1 năm 814 | Ngày 25 tháng 12 năm 800 | Ngày 28 tháng 1 năm 814 |                            | Karolinger |      |

## Vương quốc Ý (Đế quốc La Mã Thần thánh), (781 – 963)

### Triều đại Karolinger (781 – 888)
| Tên                           | Tuổi thọ                                  | Bắt đầu trị vì                                                       | Kết thúc trị vì           | Ghi chú                  | Dòng dõi   | Hình |
| ----------------------------- | ----------------------------------------- | -------------------------------------------------------------------- | ------------------------- | ------------------------ | ---------- | ---- |
| Pippin                        | Tháng Tư năm 773 – Ngày 8 tháng 7 năm 810 | 781                                                                  | Ngày 8 tháng 7 năm 810    |                          | Karolinger |      |
| Bernard                       | Năm 797 – Ngày 17 tháng 4 năm 818         | 810                                                                  | 818                       |                          | Karolinger |      |
| Louis I - Louis Mộ Đạo        | Năm 778 – Ngày 20 tháng 6 năm 840         | Ngày 5 tháng 10 năm 816                                              | Ngày 20 tháng 6 năm 840   | Con trai của Charlemagne | Karolinger |      |
| Lothair I                     | Năm 795 – Ngày 29 tháng 9 năm 855         | Ngày 5 tháng 4 năm 823                                               | Ngày 29 Tháng 9 năm 855   |                          | Karolinger |      |
| Louis II - Louis Trẻ          | Năm 825 – Ngày 12 tháng 8 năm 875         | Lần thứ nhất Phục sinh năm 850 Lần thứ hai Ngày 18 Tháng Năm năm 872 | Ngày 12 tháng 8 năm 875   |                          | Karolinger |      |
| Charles II Hói - Charles Hói  | Ngày 13 tháng 6 823 – Ngày 6 tháng 10 877 | Ngày 29 tháng Mười hai năm 875                                       | Ngày 6 tháng 10 năm 877   |                          | Karolinger |      |
| Carloman                      | k.830 – Ngày 22 tháng 3 năm 880           | 877                                                                  | 879                       |                          | Karolinger |      |
| Charles III Béo - Charles Béo | Ngày 13 tháng 6 839 – 3 tháng 1 888       | Ngày 12 tháng Hai năm 881                                            | Ngày 13 Tháng Một năm 888 |                          | Karolinger |      |

### Thời kì không ổn định (888 – 962)
Sau 887, Ý rơi vào tình trạng bất ổn, với nhiều nhà cầm quyền tuyên bố vương quyền đồng thời:
- Berengar I xứ Carinthia (888 – 896), công tước của Friuli 889-894. Về sau Arnulf lên làm công tước Carinthia năm 896
- Guy xứ Spoleto (889 – 894)
- Lambert xứ Spoleto (891 – 896), con trai của Guy xứ Spoleto. Ông cũng đồng thời cai quản xứ Spoleto năm 894–895.
- Arnulf xứ Carinthia (894 – 899)
- Ratold (896)
- Berengar I (896 – 924), đồng trị vì với Lambert. Sau khi Lambert mất, ông cai trị một mình
- Lambert xứ Spoleto (896 – 898)
- Louis III xứ Provence (900-905), xen giữa là Berengar I cai trị (900-902 và 905).
- Rudolph II xứ Burgundy (922 – 933)
- Hugh xứ Arles (926 – 947)
- Lothair II của Ý (945 – 950)
- Berengar II xứ Ivrea (950 – 961)
- Adalbert xứ Ivrea (950 – 963)

Năm 951 Otto I của Đức xâm chiếm Ý và được trao Vương miện sắt của Lombardy. Năm 952, Berengar và Adalbert trở thành chư hầu của ông nhưng vẫn là vua cho đến khi bị Otto phế truất.
- Otto I của Thánh chế La Mã (962 - 973)

## Đế quốc La Mã Thần Thánh (962 – 1556)

### Nhà Liudolf (962 – 1024)
| Tên                    | Tuổi thọ                                          | Bắt đầu trị vì     | Kết thúc trị vì          | Ghi chú | Dòng dõi     | Hình |
| ---------------------- | ------------------------------------------------- | ------------------ | ------------------------ | ------- | ------------ | ---- |
| Otto I - Otto Đại Đế   | Ngày 23 tháng 11 năm 912 - Ngày 7 tháng 5 năm 973 | 962                | Ngày 7 tháng 5 năm 973   |         | Liudolfinger |      |
| Otto II                | 955 – Ngày 7 tháng 12 năm 983                     | k.Tháng 10 năm 980 | Ngày 7 tháng 12 năm 983  |         | Liudolfinger |      |
| Otto III               | 980 – Ngày 23 tháng 1 năm 1002                    | k.Tháng 2 năm 996  | Ngày 23 tháng 1 năm 1002 |         | Liudolfinger |      |
| Arduin                 | 955–1015                                          | 1002               | 1014                     |         | Liudolfinger |      |
| Henry II - Thánh Henry | Ngày 6 tháng 5 năm 973 – Ngày 13 tháng 7 năm 1024 | 1004               | Ngày 13 tháng 7 năm 1024 |         | Liudolfinger |      |

### Nhà Salier (1027 – 1125)
| Tên             | Tuổi thọ                                             | Bắt đầu trị vì | Kết thúc trị vì          | Ghi chú | Dòng dõi | Hình |
| --------------- | ---------------------------------------------------- | -------------- | ------------------------ | ------- | -------- | ---- |
| Conrad I        | 990 – Ngày 4 tháng 6 năm 1039                        | 1026           | Ngày 4 tháng 6 năm 1039  |         | Salier   |      |
| Henry III       | Ngày 29 tháng 10 năm 1017 – Ngày 5 tháng 10 năm 1056 | 1039           | Ngày 5 tháng 10 năm 1056 |         | Salier   |      |
| Henry IV        | Ngày 11 tháng 11 năm 1050 – Ngày 7 tháng 8 năm 1106  | 1056           | Tháng 12 năm 1105        |         | Salier   |      |
| Conrad II của Ý | 1074 – 1101                                          | 1093           | 1101                     |         | Salier   |      |
| Henry V         | Ngày 8 tháng 11 năm 1086 – Ngày 23 tháng 5 năm 1125  | 1106           | Ngày 23 tháng 5 năm 1125 |         | Salier   |      |

### Nhà Süpplingenburg (1125 – 1137)
| Tên         | Tuổi thọ                                           | Bắt đầu trị vì | Kết thúc trị vì          | Ghi chú | Dòng dõi       | Hình |
| ----------- | -------------------------------------------------- | -------------- | ------------------------ | ------- | -------------- | ---- |
| Lothair III | Ngày 9 tháng 6 năm 1075 – Ngày 4 tháng 12 năm 1137 | 1125           | Ngày 4 tháng 12 năm 1137 |         | Süpplingenburg |      |

### Nhà Hauteville (1130 – 1154)
| Tên      | Tuổi thọ                                             | Bắt đầu trị vì            | Kết thúc trị vì          | Ghi chú | Dòng dõi   | Hình |
| -------- | ---------------------------------------------------- | ------------------------- | ------------------------ | ------- | ---------- | ---- |
| Roger II | Ngày 22 tháng 12 năm 1095 – Ngày 26 tháng 2 năm 1154 | Ngày 25 tháng 12 năm 1130 | Ngày 26 tháng 2 năm 1154 |         | Hauteville |      |

### Nhà Staufer (1128 – 1197)
| Tên         | Tuổi thọ                                | Bắt đầu trị vì                                          | Kết thúc trị vì          | Ghi chú | Dòng dõi | Hình |
| ----------- | --------------------------------------- | ------------------------------------------------------- | ------------------------ | ------- | -------- | ---- |
| Conrad III  | 1093 – Ngày 15 tháng 2 năm 1152         | 1138 (Cũng đăng quang vào năm 1128 để phản đối Lothair) | 1152                     |         | Staufer  |      |
| Frederick I | 1122 – Ngày 10 tháng 6 năm 1190         | 1154                                                    | 1186                     |         | Staufer  |      |
| Henry VI    | Tháng 11 năm 1165 – 28 tháng 9 năm 1197 | 1186                                                    | Ngày 28 tháng 9 năm 1197 |         | Staufer  |      |

### Nhà Welf (1208 – 1212)
| Tên     | Tuổi thọ                             | Bắt đầu trị vì | Kết thúc trị vì | Ghi chú | Dòng dõi | Hình |
| ------- | ------------------------------------ | -------------- | --------------- | ------- | -------- | ---- |
| Otto IV | 1175 hoặc 1176 – 19 tháng 5 năm 1218 | 1209           | 1212            |         | Nhà Welf |      |

### Nhà Staufer (1212 – 1254)
| Tên          | Tuổi thọ                                            | Bắt đầu trị vì           | Kết thúc trị vì           | Ghi chú | Dòng dõi | Hình |
| ------------ | --------------------------------------------------- | ------------------------ | ------------------------- | ------- | -------- | ---- |
| Frederick II | 26 tháng 12 năm 1194 – 13 tháng 12 năm 1250         | Ngày 5 tháng 12 năm 1212 | Ngày 13 tháng 12 năm 1250 |         | Staufer  |      |
| Henry (VII)  | 1211 – Ngày 12 tháng 2 năm 1242                     | Ngày 23 tháng 4 năm 1220 | Ngày 12 tháng 2 năm 1242  |         | Staufer  |      |
| Conrad IV    | Ngày 25 tháng 4 năm 1228 – Ngày 21 tháng 5 năm 1254 | Tháng Năm năm 1237       | Ngày 21 tháng 5 năm 1254  |         | Staufer  |      |

### Nhà Luxemburg (1311 – 1313)
| Tên       | Tuổi thọ                   | Bắt đầu trị vì          | Kết thúc trị vì          | Ghi chú | Dòng dõi  | Hình |
| --------- | -------------------------- | ----------------------- | ------------------------ | ------- | --------- | ---- |
| Henry VII | 1275 – 24 tháng 8 năm 1313 | Ngày 6 tháng 1 năm 1311 | Ngày 24 tháng 8 năm 1313 |         | Luxemburg |      |

### Nhà Wittelsbach (1327 – 1347)
| Tên      | Tuổi thọ                                  | Bắt đầu trị vì | Kết thúc trị vì           | Ghi chú | Dòng dõi        | Hình |
| -------- | ----------------------------------------- | -------------- | ------------------------- | ------- | --------------- | ---- |
| Louis IV | 1 tháng 4 năm 1282 – 11 tháng 10 năm 1347 | 1327           | Ngày 11 tháng 10 năm 1347 |         | Nhà Wittelsbach |      |

### Nhà Luxembourg (1355 – 1437)
| Tên        | Tuổi thọ                                             | Bắt đầu trị vì | Kết thúc trị vì           | Ghi chú                                                 | Dòng dõi   | Hình |
| ---------- | ---------------------------------------------------- | -------------- | ------------------------- | ------------------------------------------------------- | ---------- | ---- |
| Charles IV | Ngày 14 tháng 5 năm 1316 – Ngày 29 tháng 11 năm 1378 | 1355           | Ngày 29 tháng 11 năm 1378 | Con trai của Johann I của Bohemia và Eliška của Bohemia | Luxembourg |      |
| Sigismund  | Ngày 14 tháng 2 năm 1368 – Ngày 9 tháng 12 năm 1437  | 1431           | Ngày 9 tháng 12 năm 1437  | Con trai của Charles IV và Elizabeth xứ Pomerania       | Luxembourg |      |

### Nhà Habsburg (1437 – 1556)
| Tên           | Tuổi thọ                                            | Bắt đầu trị vì           | Kết thúc trị vì          | Ghi chú | Dòng dõi | Hình |
| ------------- | --------------------------------------------------- | ------------------------ | ------------------------ | ------- | -------- | ---- |
| Frederick III | Ngày 21 tháng 9 năm 1415 – Ngày 19 tháng 8 năm 1493 | Ngày 16 tháng 3 năm 1452 | Ngày 19 tháng 8 năm 1493 |         | Habsburg |      |
| Charles V     | Ngày 24 tháng 2 năm 1500 – Ngày 21 tháng 9 năm 1558 | Ngày 24 tháng 2 năm 1530 | Ngày 16 tháng 1 năm 1556 |         | Habsburg |      |

## Vương quốc Ý

### Nhà Bonaparte (1805–1814)
| Tên        | Tuổi thọ                                           | Bắt đầu trị vì           | Kết thúc trị vì          | Ghi chú | Dòng dõi  | Hình |
| ---------- | -------------------------------------------------- | ------------------------ | ------------------------ | ------- | --------- | ---- |
| Napoleon I | Ngày 15 tháng 8 năm 1769 – Ngày 5 tháng 5 năm 1821 | Ngày 17 tháng 3 năm 1805 | Ngày 11 tháng 4 năm 1814 |         | Bonaparte |      |

### Nhà Savoy (1861–1946)
| Tên                | Tuổi thọ                                              | Bắt đầu trị vì           | Kết thúc trị vì          | Ghi chú | Dòng dõi | Hình |
| ------------------ | ----------------------------------------------------- | ------------------------ | ------------------------ | ------- | -------- | ---- |
| Victor Emanuel II  | Ngày 14 tháng 3 năm 1820 – Ngày 9 tháng 1 năm 1878    | Ngày 17 tháng 3 năm 1861 | Ngày 9 tháng 1 năm 1878  |         | Savoy    |      |
| Umberto I          | Ngày 14 tháng 3 năm 1844 – Ngày 29 tháng 7 năm 1900   | Ngày 9 tháng 1 năm 1878  | Ngày 29 tháng 7 năm 1900 |         | Savoy    |      |
| Victor Emanuel III | Ngày 11 tháng 11 năm 1869 – Ngày 28 tháng 12 năm 1947 | Ngày 29 tháng 7 năm 1900 | Ngày 9 tháng 5 năm 1946  |         | Savoy    |      |
| Umberto II         | Ngày 15 tháng 9 năm 1904 – Ngày 18 tháng 3 năm 1983   | Ngày 9 tháng 5 năm 1946  | Ngày 12 tháng 6 năm 1946 |         | Savoy    |      |

## Phát xít Ý(1922-1946)
| Tên                | Tuổi thọ                                              | Bắt đầu trị vì           | Kết thúc trị vì         | Ghi chú | Dòng dõi  | Hình |
| ------------------ | ----------------------------------------------------- | ------------------------ | ----------------------- | ------- | --------- | ---- |
| Victor Emanuel III | Ngày 11 tháng 11 năm 1869 – Ngày 28 tháng 12 năm 1947 | Ngày 29 tháng 7 năm 1900 | Ngày 9 tháng 5 năm 1946 |         | Nhà Savoy |      |